# Dyschoriste litoralis
Dyschoriste litoralis là một loài thực vật có hoa trong họ Ô rô. Loài này được (L.f.) Nees mô tả khoa học đầu tiên năm 1832.